# Put in Work
Put in Work è un singolo del cantante R&B Jacquees e Chris Brown. Il singolo è stato pubblicato il 23 luglio 2020 da FYB Ent 4275, Cash Money e Republic.

## Descrizione
Put in Work è una mid-tempo R&B scritta interamente da Jacquees e Brown, e prodotta da XL Eagle e OG Parker. Nel brano Jacquees si occupa dei versi e Brown del ritornello, diviso in una prima parte rappata ed una seconda melodica R&B.
La canzone fu anticipata l'8 giugno del 2020 tramite il profilo Instagram del produttore OG Parker, in un breve video che raffigurava lui e Brown in studio che ascoltavano il brano.

## Video musicale
Il video musicale del singolo è stato pubblicato il giorno di pubblicazione del brano. Il video è stato girato a Los Angeles, prevalentemente nell'abitazione di Brown e nei suoi dintorni, con alcune scene girate nella Lamborghini del cantante.

## Tracce
Download digitale
1. Put In Work (feat. Chris Brown) – 3:20